# 地球の太陽面通過 (火星)

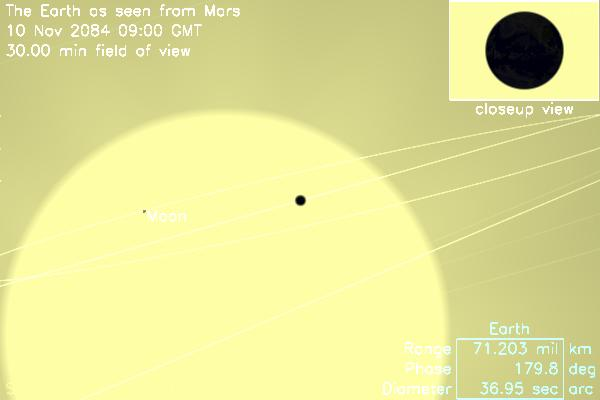
火星から見た、2084年の地球と月の太陽面通過

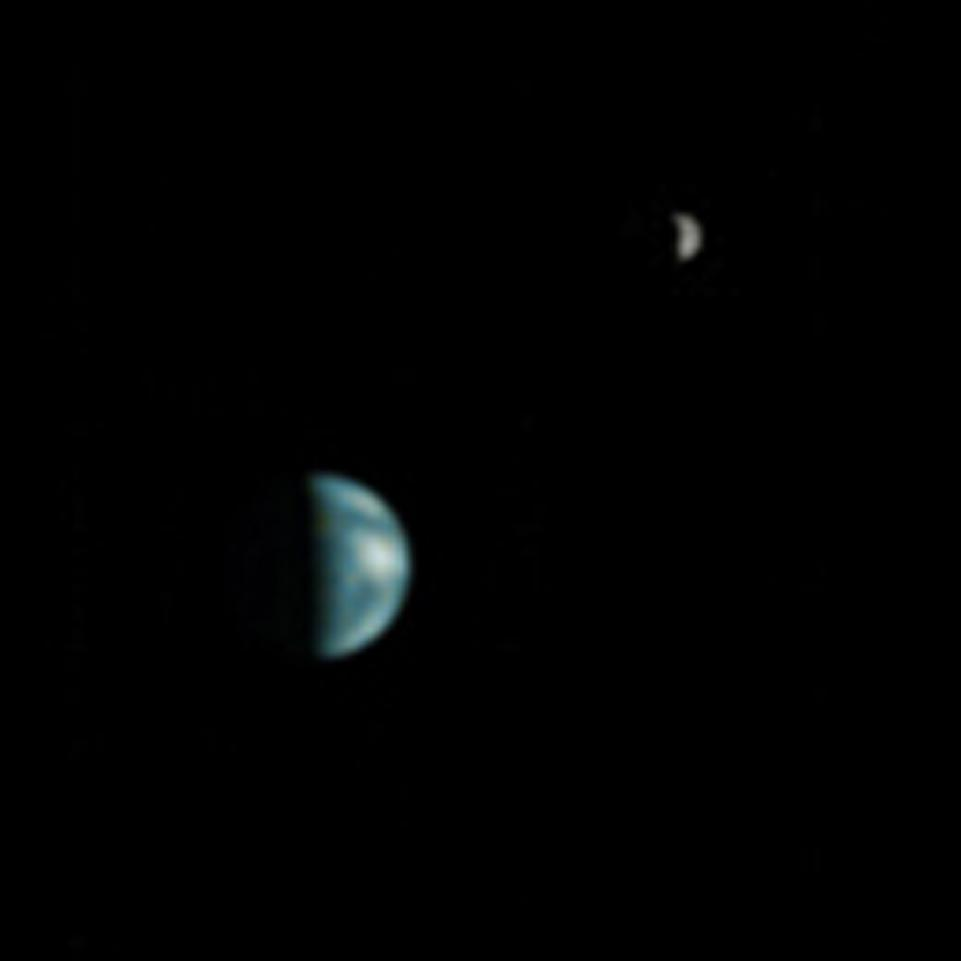
火星探査機マーズ・グローバル・サーベイヤーが撮影した、火星から見た地球と月

火星における地球の太陽面通過（ちきゅうのたいようめんつうか）とは、地球が火星と太陽のちょうど間に入り、火星から見ると地球が太陽面をそのごく一部分を覆い隠しながら黒い円形のシルエットとして通過していくように見える天文現象である。太陽面通過の間、火星からは地球は太陽の表面を動きながら通過していく小さな黒い円盤のように見える。
火星における地球の太陽面通過は100.5年、79年、25.5年、79年の間隔で284年周期で繰り返し起こる。この周期は火星が公転軌道を151周する周期と地球が公転軌道を284周する周期、および火星と地球の会合周期と密接に対応している。この周期は、地球における金星の太陽面通過の周期と極めてよく似ている（地球における金星の太陽面通過は121.5年、8年、105.5年、8年の間隔で243年周期で繰り返している）。なお、火星における地球の太陽面通過は5月または11月に起こる。
これまでに、火星での地球の太陽面通過を観測した地球人は確認されていない。しかしながら、次に地球の太陽面通過が起こる2084年11月10日には火星入植者による観測が期待されている。なお、前回の地球の太陽面通過は1984年5月11日に起こった。
火星からは、水星の太陽面通過や金星の太陽面通過も観測することができる。また、火星の日食に相当するフォボスの太陽面通過やダイモスの太陽面通過も観測することができる。

## 同時太陽面通過
火星では地球の太陽面通過の際、多くの場合、地球の衛星である月も一緒に太陽面を通過する。これは、極めて興味深い現象である。また、ごく稀に一方の通過が終わった後にもう一方の通過が始まる場合もある。最近では、1800年にこの現象が起こった。この現象が次に起こるのは、2394年である。
紀元前55962年7月13日には、地球と月の太陽面通過と同時に水星の太陽面通過も起こっている。

## 火星における地球の太陽面通過を扱った作品
1971年、サイエンス・フィクション作家のアーサー・C・クラークは短編小説『Transit of Earth（地球の太陽面通過）』において事故に遭い地球に帰還できなくなった火星探索隊の男が自らの任務を果たすために地球の太陽面通過の観察に赴くという話を書いている。この短編小説は雑誌『プレイボーイ』1971年1月号で発表された。

## 火星における最近の地球の太陽面通過
- 1595年11月10日
- 1621年5月5日
- 1700年5月8日
- 1800年11月8日
- 1879年11月12日
- 1905年5月8日
- 1984年5月11日

- 2084年11月10日
- 2163年11月15日
- 2189年5月10日
- 2268年5月13日
- 2368年11月13日
- 2394年5月10日
- 2447年11月17日
- 2473年5月13日